# Вайдгофен-ан-дер-Тая (округ)
Вайдгофен-ан-дер-Тая — округ Австрійської федеральної землі Нижня Австрія. 

## Громади
Округ поділено на 15 громад:

Міста
1. Грос-Зіггартс (2945)
2. Раабс-ан-дер-Тая (2947)
3. Вайдгофен-ан-дер-Тая (5766)

Ярмаркові містечка
1. Дітманнс (1184)
2. Доберсберг (1734)
3. Гаштерн (1336)
4. Карльштайн-ан-дер-Тая (1524)
5. Каутцен (1230)
6. Лудвайс-Айген (1027)
7. Тая (1448)
8. Фітіс (2617)
9. Вальдкірхен-ан-дер-Тая (606)
10. Віндігштайг (1054)

Сільські громади
1. Пфаффеншлаг-бай-Вайдгофен-ан-дер-Тая (981)
2. Вайдгофен-ан-дер-Тая-Ланд (1165)

У місті Раабс-ан-дер-Тая розташовані замок Раабс-ан-дер-Тая та Замок Колльміц.

## Демографія
Населення округу за роками за даними статистичного бюро Австрії